# Marquise (Franciaország)
Marquise település Franciaországban, Pas-de-Calais megyében. Lakosainak száma 5169 fő (2022. január 1.). Marquise Leulinghen-Bernes, Ambleteuse, Bazinghen, Beuvrequen, Ferques, Offrethun, Rinxent, Wierre-Effroy és Wimille községekkel határos.

## Népesség
A település népességének változása:
| Lakosok száma | 5145 | 5133 | 5171 | 5088 | 5064 | 5083 | 5072 | 5120 | 5169 |
|               | 2013 | 2015 | 2016 | 2017 | 2018 | 2019 | 2020 | 2021 | 2022 |